# 펠톤수차

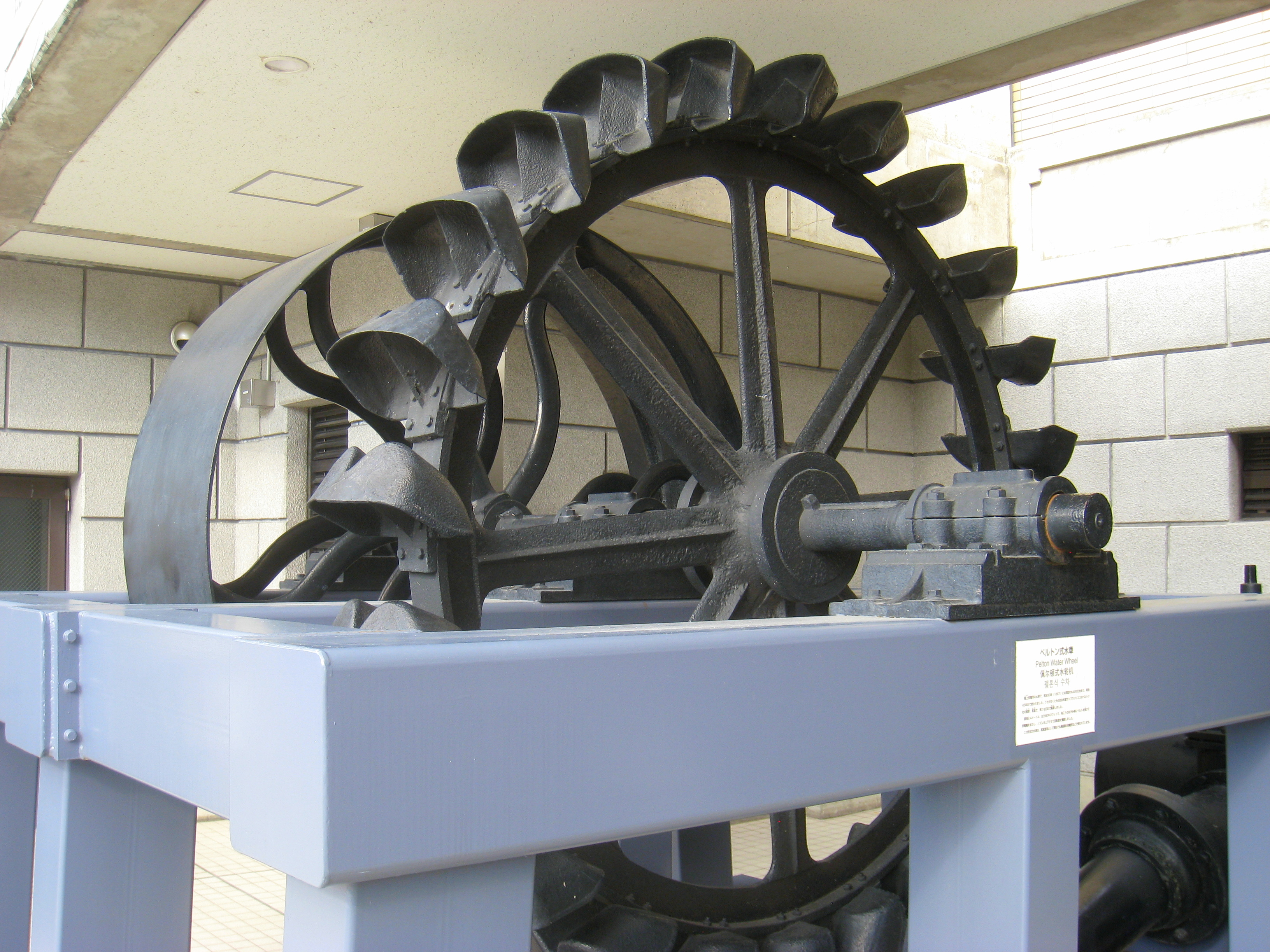
비와호 소수 기념관에 전시된 펠톤수차.

펠톤수차(Pelton 水車)는 케이싱 가운데 물받이를 차반(車盤) 바깥둘레에 붙인 날개수레가 있는데, 날개 수레는 노즐로부터의 물 분류(噴流)의 충격으로 회전시킬 수 있는 구조로 되어 있는 수차이다. 차축이 수평과 연직(鉛直) 두 가지 형태가 있는데, 보통 전자를 사용한다. 또 하나의 차축에 날개수레가 한개로 한정되지 않고 두개 있는 것도 있다. 그리고, 하나의 날개 수레에 물을 부딪치게 하는 노즐의 수도 가지각색이다. 각 물받이는 2바울형이며, 2바울이 접하는 데가 물자름으로 되어 있다. 이 물자름과 바울 외연(外緣)이 만나는 부분이 뾰족하게 되어 있고, 분류가 이 부분에 충돌해서 간섭되지 않고 바울의 안쪽면에 따라 흘러서 방향을 바꾸어 물받이를 떠나게 한다. 노즐 중앙에는 니들판(瓣)이 있는데, 이 판은 레버에 의해 나오고 들어가게 되어 있으며, 또한 노즐출구와 밸브 사이의 면적을 변화시킴으로써 분류의 수량(水量)을 조절할 수 있도록 되어 있다. 다음으로 펠톤수차에서의 물의 작용을 생각해 보자. 〔그림〕－3에서 보여주듯이 속도 의 분류가 물받이에 충동하여, 물받이에 속도를 부여하고 만곡면에서 반전(反轉)하여 흘러나가는 것이라 하면 날개수레의 효율(수력효율) 은 다음 식으로 나타내게 된다.이며 로 되고 효율이 최대로 된다. 보통 β=4˚∼5˚이지만, 물받이를 2바울형으로 하면 평판(β=90˚)일 경우보다 2배나 효율이 좋아지는 셈이다. 물받이를 떠난 물은 이미 일을 하지 않게 되니까, 물받이와 방수면(放水面) 사이의 낙차는 수차에 대한 일에 기여하지 않고 날개수레를 통과하는 흐름의 압력은 일정하다.
라서 최고효율로 작동(作動)할 수 있도록, 안내날개와 함께 날개수레의 날개의 기울기도 변경시킬 수가 있게 되어 있는 점이다.

## 같이 보기
- 원심펌프